# Guy Vander Jagt

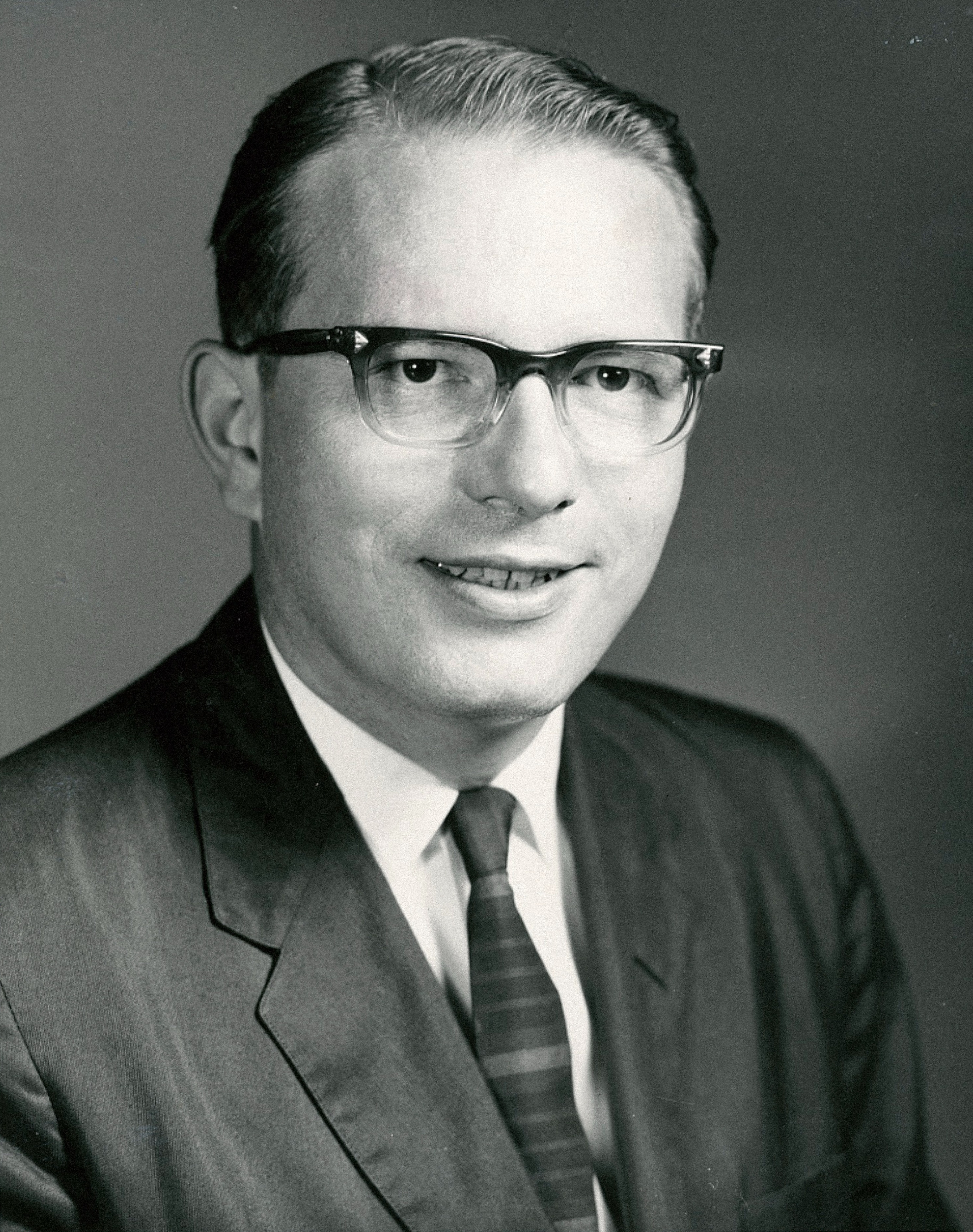
Guy Vander Jagt

Guy Adrian Vander Jagt (* 26. August 1931 in Cadillac, Michigan; † 22. Juni 2007 in Washington, D.C.) war ein US-amerikanischer Politiker. Zwischen 1966 und 1993 vertrat er den Bundesstaat Michigan im US-Repräsentantenhaus.

## Werdegang
Guy Vander Jagt besuchte bis 1949 die Cadillac High School und danach bis 1953 das Hope College in Holland (Michigan). Bis 1955 studierte er dann an der Yale University und im Jahr 1956 an der Rheinischen Friedrich-Wilhelms-Universität in der damaligen deutschen Hauptstadt Bonn. Zwischenzeitlich arbeitete er für kurze Zeit als Pastor sowie als Nachrichtenredakteur bei einem Fernsehsender. Nach einem anschließenden Jurastudium an der University of Michigan und seiner im Jahr 1960 erfolgten Zulassung als Rechtsanwalt begann er in Grand Rapids in seinem neuen Beruf zu arbeiten.
Politisch war Vander Jagt Mitglied der Republikanischen Partei. In den Jahren 1965 und 1966 saß er im Senat von Michigan. Nach dem Rücktritt des Abgeordneten Robert P. Griffin, der in den US-Senat wechselte, wurde er bei der fälligen Nachwahl für den neunten Sitz von Michigan als dessen Nachfolger in das US-Repräsentantenhaus in Washington gewählt, wo er am 8. November 1966 neues Mandat antrat. Nach zwölf Wiederwahlen konnte er bis zum 3. Januar 1993 im Kongress verbleiben. In diese Zeit fielen unter anderem das Ende des Vietnamkrieges und die Watergate-Affäre sowie die Verabschiedung des 25., des 26. und des 27. Verfassungszusatzes. Während seiner Zeit im Kongress war Vander Jagt zeitweise Mitglied im Raumfahrtausschuss, im auswärtigen Ausschuss und im Steuerausschuss.
Im Jahr 1980 hielt er auf der Republican National Convention in Detroit eine wichtige Rede zu Gunsten von Ronald Reagan, der auf diesem Parteitag als Präsidentschaftskandidat nominiert wurde. Vander Jagt war ein begeisterter Anhänger von Präsident Reagan und forderte erfolglos die Aufhebung des 22. Verfassungszusatzes, der die Amtszeiten des Präsidenten auf zwei Legislaturperioden begrenzte, um seinem Idol weitere Wahlen in das Präsidentenamt zu ermöglichen.
1992 konnte sich Vander Jagt in den Vorwahlen seiner Partei nicht mehr durchsetzen und wurde daher nicht für eine weitere Wiederwahl nominiert. Nach seinem Ausscheiden aus dem US-Repräsentantenhaus arbeitete er als Anwalt in einer großen in Cleveland ansässigen Kanzlei. Er starb am 22. Juni 2007 in der Bundeshauptstadt Washington.